# Kennelbach
Kennelbach – gmina w Austrii, w kraju związkowym Vorarlberg, w powiecie Bregencja. Według Austriackiego Urzędu Statystycznego liczyła 1893 mieszkańców (1 stycznia 2015).